# Eastwood Lane
Pour les articles homonymes, voir Lane.
Eastwood Lane (Brewerton, commune de Cicero dans l'État de New York, 22 mai 1879, Central Square, Comté d'Oswego, 22 janvier 1951) est un compositeur américain qui a écrit des suites pour le piano et de la musique de ballet.

## Biographie
Eastwood Lane est né à Brewerton. Il a fait ses études à l'Université de Syracuse. Ses compositions ont influencé Bix Beiderbecke.

## Œuvres
Ses compositions pour le piano comprennent :
- In Sleepy Hollow (1913),
- Five American Dances (1919),
- Adirondack Sketches (1922),
- Mongoliana (1922),
- Eastern Seas (1925),
- Sold Down the River (1928),
- Pantomimes (1933),
- Fourth of July (1935),
- Here Are Ladies (1944),
- Jesuit's Journey (1947),
- Central Park,
- Colonial Suite,
- Flower of Old Japan,
- Knee-High to a Grasshopper. Three of his pieces,
- Sea Burial, orchestré par Ferde Grofe
- Persimmon Pucke, orchestré par Ferde Grofe
- Minuet for Betty Schuyler", orchestré par Ferde Grofe
- Adirondack Sketches, qui est la plus polulaire
- The Old Guide's Story,
- The Legend of Lonesome Lake,
- Down Stream,
- The Land of the Loon,
- A Dirge for Jo Indian,
- Lumber-Jack Dance